# Marquinhos (ur. 2003)
Marcus Vinicius Oliveira Alencar (ur. 7 kwietnia 2003 w São Paulo) – brazylijski piłkarz występujący na pozycji skrzydłowego. Wychowanek São Paulo FC. Młodzieżowy reprezentant Brazylii.